# Eduardo Machado de Castro
Eduardo Machado de Castro (Minas Gerais, 1848 — ?, 8 de junho de 1912) foi um farmacêutico, historiador e político brasileiro.
Bacharelou-se em Ciências Naturais e Farmacêuticas, em 1873, pela Escola de Farmácia de Ouro Preto,  onde chegou a ser professor substituto. Foi professor do Liceu Mineiro e da Escola Normal de Ouro Preto.
Como político, foi um dos signatários do manifesto de criação do Partido Republicano Mineiro.
Sua obra ''História da Conjuração Mineira recebeu o 1º prêmio do Instituto dos Bacharéis em Letra do Rio de Janeiro. Seu texto foi um dos mais citados para associar a figura de Tiradentes aos ideais republicanos.